# مانيل إستيلير بادوسا
مانيل إستيلير بادوسا (سان بوي دي يوبريغات، 1968) هو طبيب إسباني. تولّى إدارة معهد الأبحاث لمكافحة اللوكيميا جوزيب كاريراس من عام 2018 حتى يونيو 2024، حيث استقال من منصب المدير لكنه واصل قيادة مجموعة علم التخلّق في السرطان. وقبل ذلك، كان مدير برنامج علم التخلّق وعلم أحياء السرطان في معهد البحوث الطبية الحيوية في بيلفيتش (IDIBELL). كما أنه باحث في المؤسسة الكتالونية للبحث والدراسات المتقدمة وأستاذ مشارك في جامعة برشلونة. وقبل انضمامه إلى معهد البحوث الطبية، قاد إستيلير مختبر علم التخلّق السرطاني في المركز الوطني للأبحاث السرطانية (CNIO).

## السيرة الذاتية
وُلد مانيل إستيلير في سان باوديليو دي يوبريغات عام 1968، ويُعدّ مرجعًا عالميًا في مجال علم التخلّق. حصل على شهادة الطب من جامعة برشلونة عام 1992، ونال درجة الدكتوراه عام 1996 عن بحث حول الوراثة الجزيئية لسرطان بطانة الرحم. بين عامي 1997 و2001 أجرى دراسات ما بعد الدكتوراه في جامعة جونز هوبكنز (بالتيمور، الولايات المتحدة)، حيث درس العلاقة بين مثيلة الحمض النووي والسرطان. وقد كان لعمله دور حاسم في إثبات أن جميع الأورام البشرية تشترك في تغيير كيميائي محدد: فرط المثيلة في جينات كبح الأورام.
إستيلير هو مؤلف لأكثر من 200 مقال علمي ومحرر في العديد من المنشورات ذات التأثير العالمي. حصل على العديد من الجوائز، كان آخرها جائزة قمة الصحة العالمية وجائزة فايزر للابتكار في البحث الطبي الحيوي التي نالها في أكتوبر 2010. وهو حاليًا رئيس جمعية علم التخلّق.
تُعد مساهماته ذات أصالة ملحوظة، إذ تُسهم في مراجعة واستكمال نماذج علمية كانت تُعتبر راسخة، من خلال إثبات أهمية العوامل الخارجية في التعديلات المباشرة على الجينات وتأثيرها على تنظيمها. يظهر إنتاجه العلمي الواسع، رغم صغر سنه نسبيًا، كيف يمكن للتعديلات التخلقية في المادة الوراثية أن تسهم في تطور عمليات الشيخوخة والسرطان. كما شكلت أبحاثه أساسًا لاعتماد بعض الأدوية المضادة للأورام مؤخرًا، وفتحت الطريق نحو فهم الجينوم التخلقي البشري، وهو مشروع دولي يلعب فيه إستيلير دورًا بارزًا.
في عام 2011، مُنح جائزة الوراثة الوطنية تقديرًا لجهوده البحثية التي أبرزت أهمية التعديلات التخلقية في تنظيم التعبير الجيني في العمليات الفسيولوجية والمرضية على حد سواء. كما تساهم نتائج أبحاثه ما قبل السريرية في تطوير أدوية جديدة لعلاج السرطان. وفي يناير 2012، حصل على جائزة دكتور ديز بينتادو الوطنية الأولى لأبحاث السرطان.